# Abrazo de Maipú

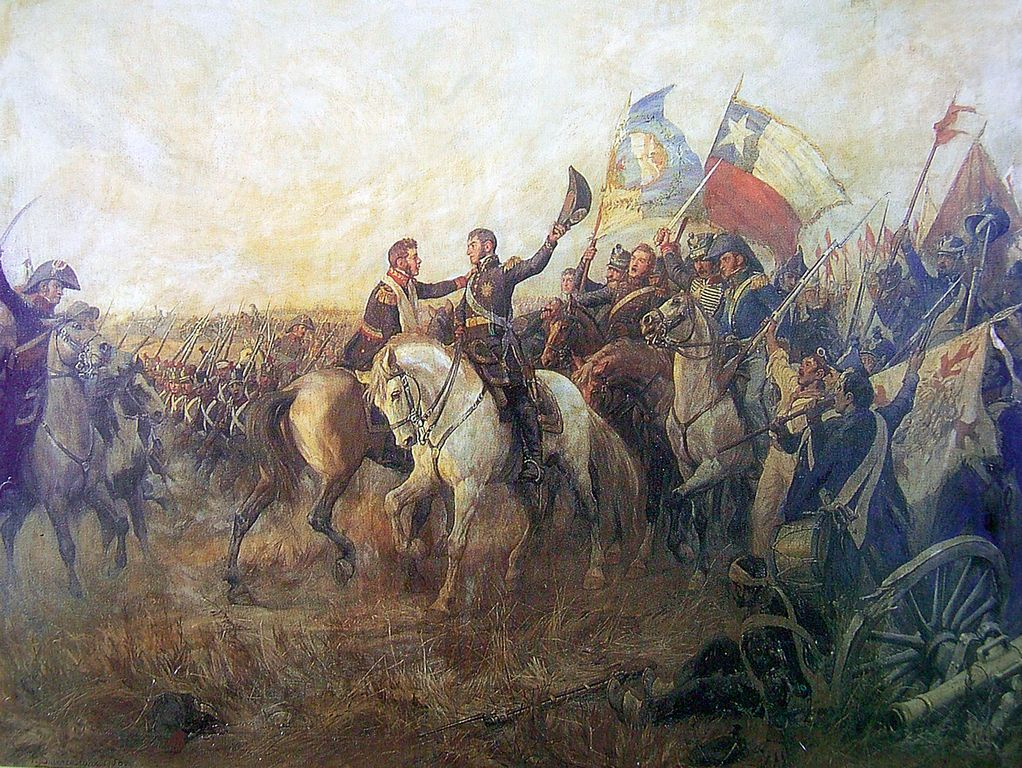
El Abrazo de Maipú, cuadro de Pedro Subercaseaux.

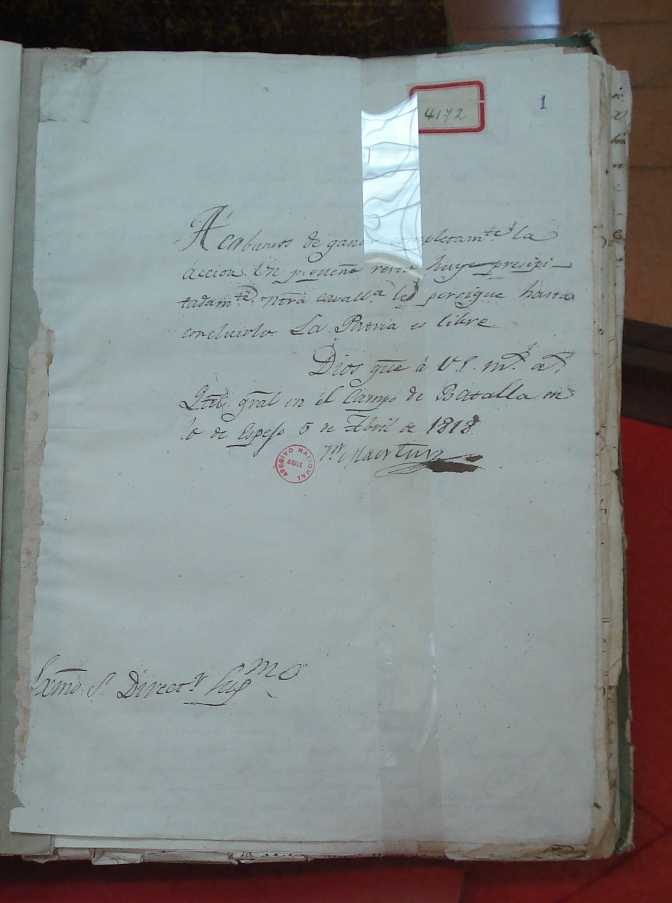
Carta de José de San Martín a Bernardo O'Higgins en la que le comunica la victoria patriota en la Batalla de Maipú. Colección del Archivo Nacional de Chile.

Se conoce como Abrazo de Maipú al abrazo que se dieron los generales Bernardo O'Higgins y José de San Martín bajo el alero de la Virgen del Carmen el 5 de abril de 1818 en Chile; la cual selló la Independencia de Chile.
El Ejército Libertador de los Andes se reunió con el Ejército de Chile en 1818 en Talca para marchar hacia la capital chilena. En el trayecto se acordó descansar y levantar campamento en Cancha Rayada. Es en este lugar cuando, en la noche del 19 de marzo de 1818, las tropas del rey, comandadas por el general Mariano Osorio, cayeron por sorpresa sobre el campamento patriota, provocando una confusión total. En medio de la refriega sobresalió la figura de Santiago Bueras quien, en un acto de increíble audacia, rescató al general Bernardo O'Higgins, que se encontraba herido en un brazo y rodeado, sin salida posible, por los realistas. Una vez que el ejército independentista logró reagruparse, formó líneas en los llanos de Maipú
O'Higgins marchó a la capital para hacerse cargo del gobierno de la joven nación y para recuperarse de sus heridas quedando el general San Martín al mando de las tropas del Ejército de los Andes y del Ejército de Chile.
El 5 de abril de 1818, los ejércitos patriotas se enfrentaron con las huestes del Rey de España. Tras tomar sus posiciones, a las 11:30 de la mañana, la artillería comandada por Manuel Blanco Encalada rompió el fuego, iniciando la batalla. Al mando del ejército español estaba el general Mariano Osorio, antiguo Gobernador de Chile y vencedor de la Batalla de Rancagua. Sus tropas salieron de sus defensas, obligando a los patriotas a replegarse. Los realistas comenzaban a debilitar las posiciones patriotas, llenando de zozobra al mando de éstos. Es entonces cuando San Martín ordenó el asalto del 7º batallón de línea, junto con los Cazadores de Chile de Ramón Freire y Santiago Bueras. Pese a las pérdidas, el movimiento logró batir al enemigo, haciéndolo retroceder a las casas de Lo Espejo. San Martín ordenó entonces arrasar con su artillería el poblado. Finalmente las tropas realistas se rindieron.
Mientras, en la capital, O'Higgins organizaba a los milicianos de Aconcagua y Santiago con los cadetes de la Academia Militar, poniéndose en marcha hacia el campo de batalla. O'Higgins llegó a Maipú cuando los realistas tocaban la retirada, y sus tropas prácticamente no tomaron parte de la misma. Aun así, cuando se encontró con San Martín le dijo lo siguiente:

¡Gloria al salvador de Chile!.

a lo cual este respondió:

¡Chile no olvidará jamás al ilustre inválido que en el día de hoy se presenta en el campo de batalla en este estado!.

Posteriormente, y para pagar la manda que había hecho O`Higgins a la Virgen del Carmen, se levantó un templo al cual se le llamó Templo Votivo de Maipú.

## Bicentenario
- En diciembre de 2010, con motivo de la celebración del bicentenario de Chile y Argentina (celebrados en septiembre y mayo de 2010, respectivamente) y los 192 años del Abrazo de Maipú se realizó un festival llamado Festival Cristal en Vivo: El Abrazo 2010 en la que se presentaron diferentes exponentes del rock de ambos países en maratónica jornada de más de 10 horas.